# 法拉利F430
法拉利F430是由法拉利生產的車款之一。車型為V8发动机双门跑车，首次在2004年巴黎車展公開。2004年發售版本。2005年發售右舵版本。2009年停止生產，由法拉利458 Italia代替。建議售價為175,000歐元。
它的设计灵感来源于法拉利赛车部门的研究成果，车型的每一方面都深深受到F1的影响。例如该车中作为标准配置安装了碳陶瓷刹车盘的刹车系统，刹车盘提供卓越的制动力，即使在最极端状况下驾驶者也能有信心对车辆具有完全的控制力。对以一辆公路版跑车而言空气动力学设计极富创新精神：精心磨砺的外形设计创造出特殊气流，增加了压力并改善冷却效果。F430最重要的创新性装备包括电子差速器（E-Diff），它最初是法拉利公司为其F1赛车而开发的，还有安装在方向盘上的Manettino旋钮，通过它可以直接控制车辆动态性能综合管理系统。
F430配备的轻巧紧凑的4,308ml发动机是全新产品，可提供490hp的动力，比功率输出达到114hp/l，扭矩465Nm。0至100km/h加速只需4秒，最高时速达到315km/h。

## 車型
- F430 硬顶普通版
- F430 SPIDER 敞篷
- F430 挑战者 赛道版 不可上路
- F430 SCUDERIA 硬顶 轻量化版少一百公斤
- F430 16M 是SCUDERIA敞篷版。纪念法拉利F1 16次夺冠
- F430 GT2 勒芒赛道版 不出售
- F430 骷髅涂装版 限量10辆（据说是最后的10辆F430）。仅是纪念艺术车。

## 外部連結
- 官方網站